# Фиш (река)
Фиш, также Фис (африк. Visrivier, англ. Fish River) — река в Намибии.

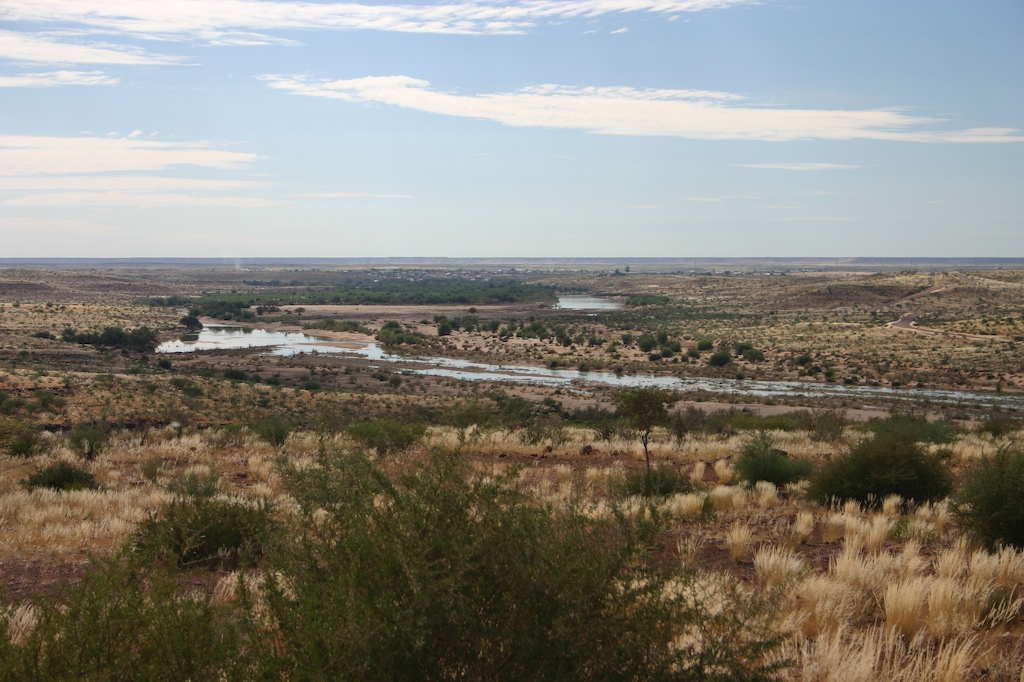

Фиш является самой длинной рекой Намибии, с самым крупным бассейном. Длина реки составляет 650 километров. Так как Фиш протекает по большей части через засушливые и пустынные районы (например, Калахари), то водой наполняется она лишь периодически. Не судоходна.
Фиш начинается от слияния реки Эйнас с рекой Онихаб. У города Мариенталь, административного центра области, на Фиш построена самая большая в стране плотина Хардап, образующая водохранилище с пресной водой. Река имеет несколько притоков.
На берегах Фиш лежат города Мариенталь, Гибеон и Зехейм. В своём нижнем течении река образует каньон Фиш, длиной в 160 километров. Юго-западнее курорта Ай-Айс Фиш впадает в реку Оранжевая, за 100 километров до устья Оранжевой на побережье Атлантического океана.